# Klare Grete
Die Klare Grete ist ein ehemaliger kleiner Fluss in der Gemarkung südlich bei Calvörde im Calvörder Forst.

## Besonderheiten
Die Quelle der Klaren Grete galt einst als stärkste und klarste Quelle der Calvörder Berge, begann jedoch ab 1860 zu versiegen. Heute ist sie fast ausgetrocknet, doch die Spuren des Flussverlaufs sind noch ersichtlich. Wohin sie floss, ist unbekannt. Laut der sogenannten „Gerlachschen Karte“, die 1763 von dem Ingenieur-Hauptmann Johann Heinrich Daniel Gerlach (1735–1798) erstellt wurde, besaß die Klare Grete nur einen kurzen und schmalen Flusslauf im Calvörder Forst. 

Schon 1917 hieß es in der Zeitschrift für Forst- und Jagdwesen über die vier verschwundenen Quellen im Calvörder Forst: 

„Einzelne Forstortsnamen, z. B. ‚Klare Grete‘ erinnern noch an die entschwundene Pracht. An die Quelle der „Klaren Grete“ erinnert jetzt nur noch eine Suhle, welcher Sau und Hirsch ihren Besuch abstatten, so oft sie sich in der Nähe aufhalten.“

1920 wurde ein Gedenkstein errichtet, damit die Klare Grete nicht in Vergessenheit gerät. Unweit des Flüsschens lag das nun wüste Dorf namens Käsdorf. Der Cloridenberg befindet sich vor  der Klaren Grete. Auch findet man hier noch Grenzsteine. Diese stammen aus der Zeit, als Calvörde noch zum Herzogtum Braunschweig gehörte.
Eine stilisierte Darstellung der Quelle der Klaren Grete ist Bestandteil des Wappens von Wieglitz in der Gemeinde Bülstringen.

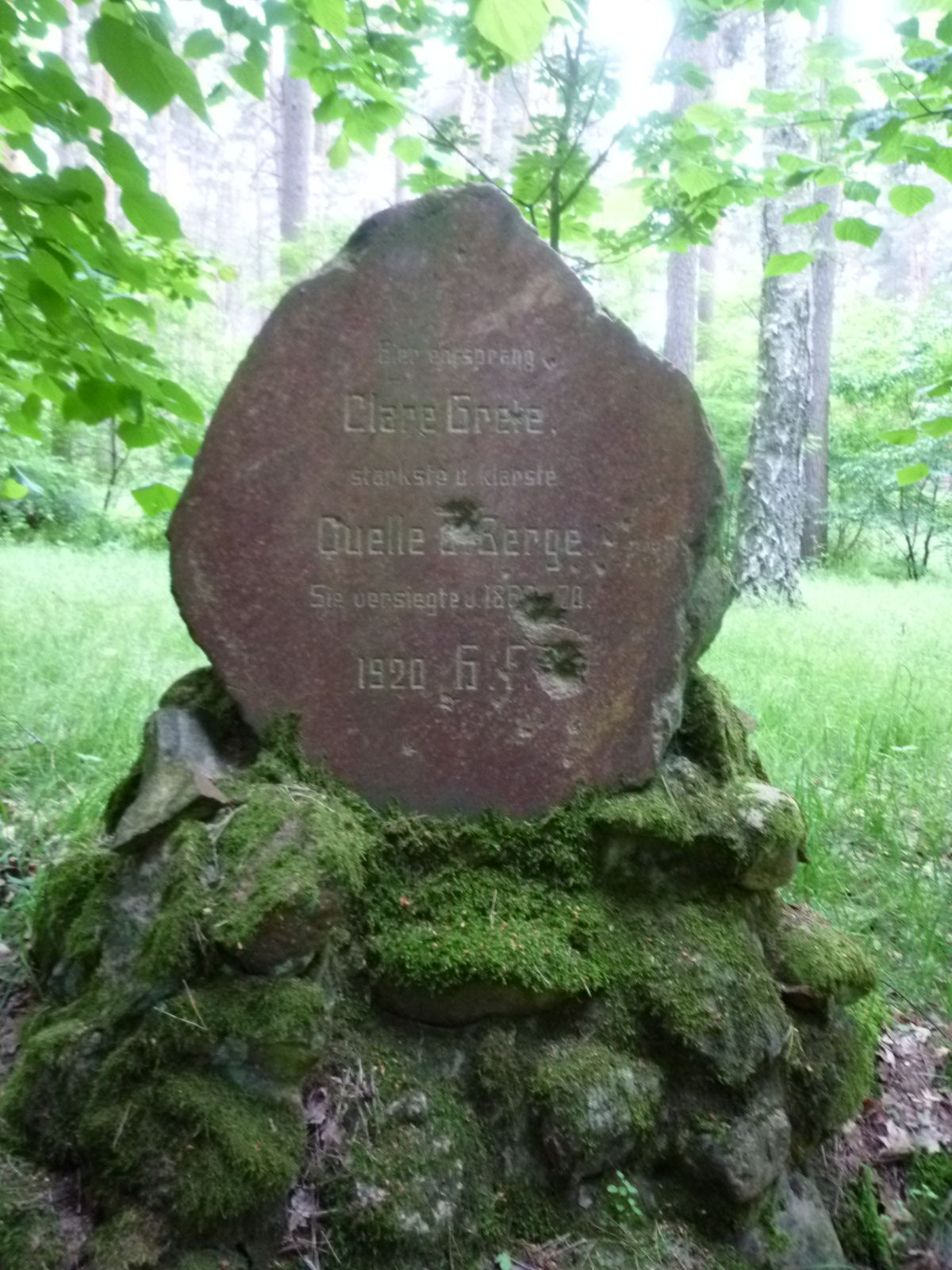
Gedenkstein für die Klare Grete
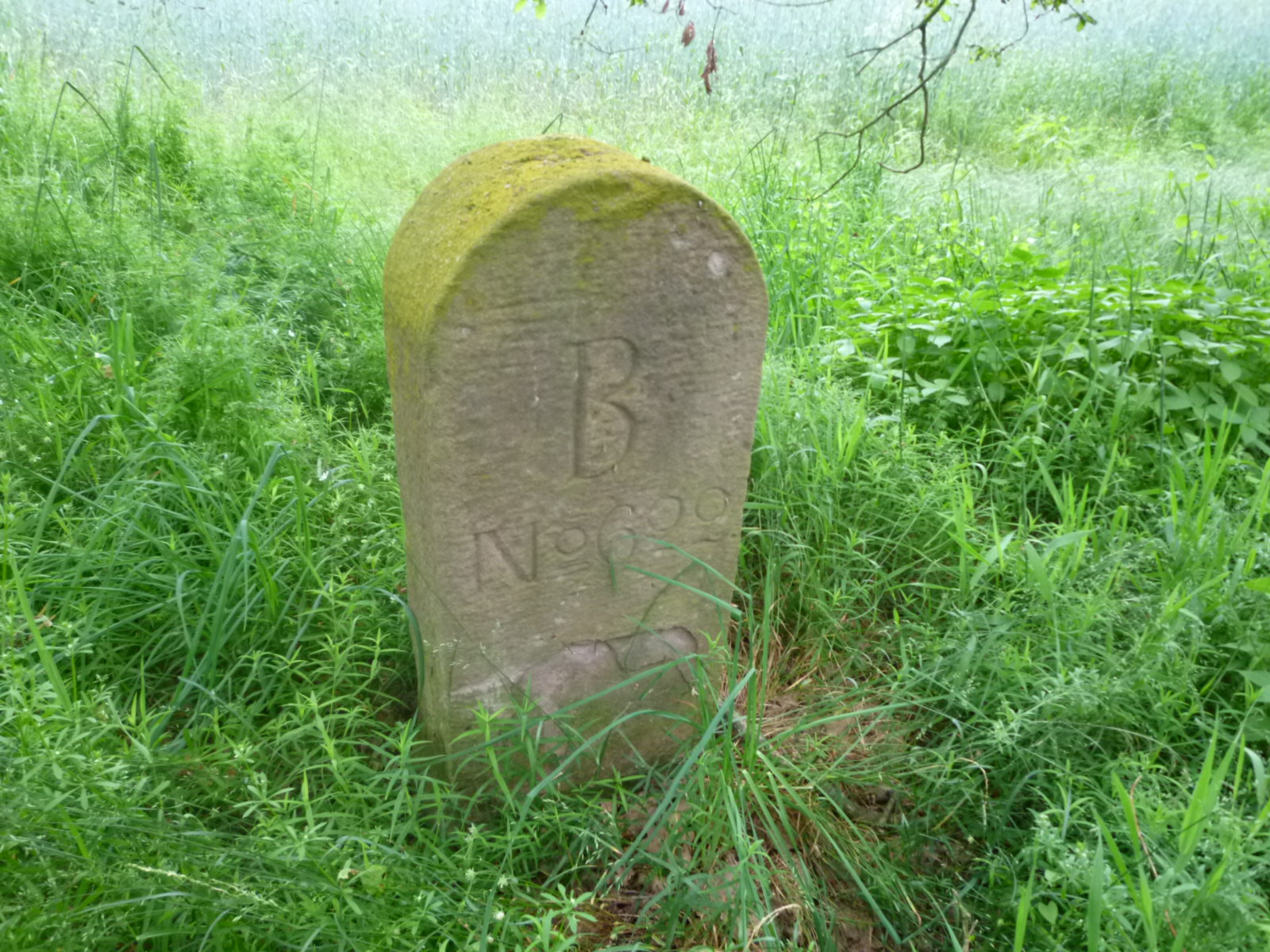
Ein Grenzstein unweit der Klaren Grete
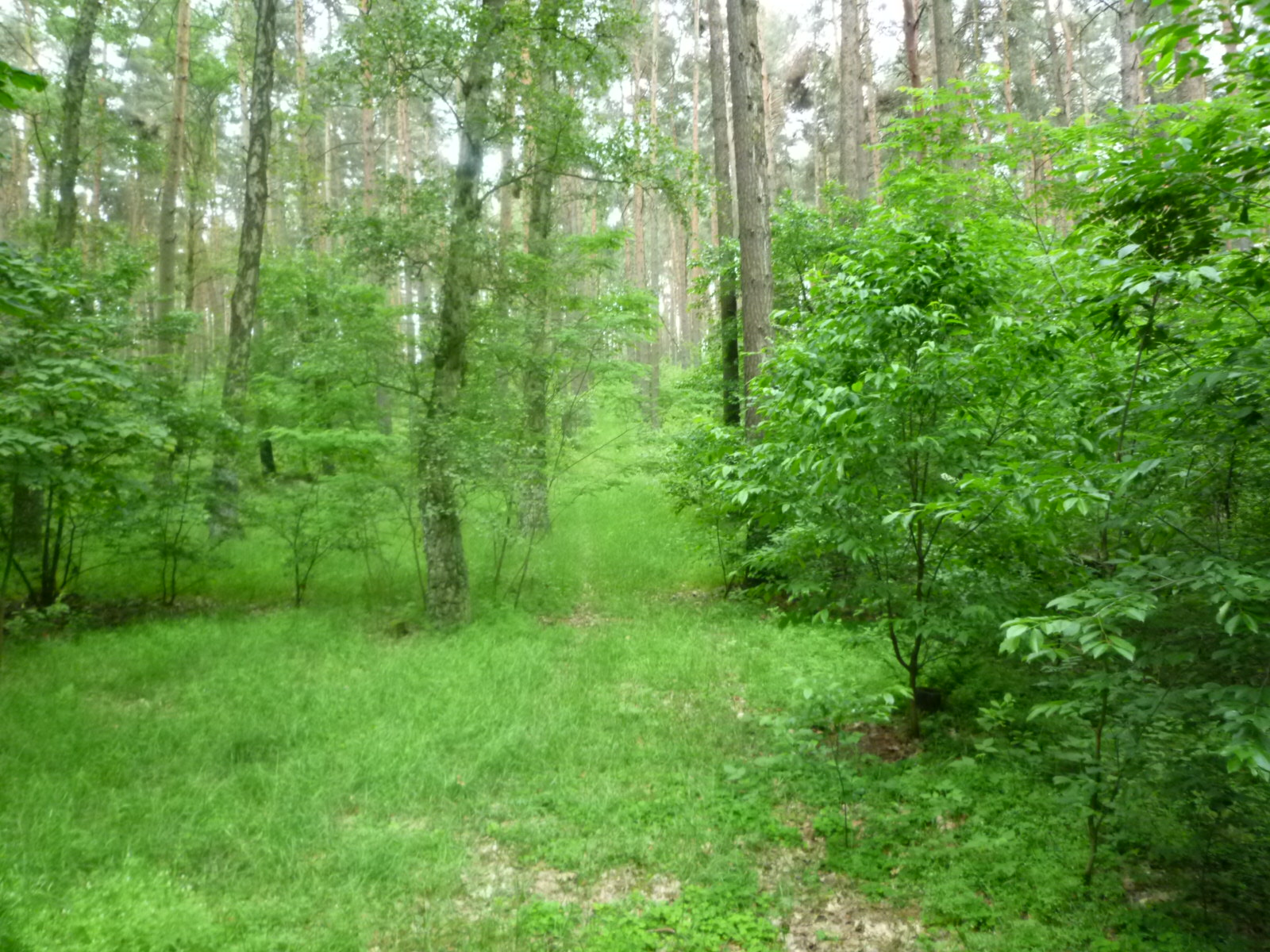
Blick von der Klaren Grete aus zum Cloridenberg